# Lee Sang-bok
Lee Sang-bok (kor. 이상복; * 17. März 1968) ist ein ehemaliger Badmintonspieler aus Südkorea.

## Karriere
Lee Sang-bok nahm als Höhepunkt seiner Karriere an den Olympischen Sommerspielen 1992 in Barcelona teil. Im Herrendoppel wurde er dort Fünfter. Er unterlag dabei im Viertelfinale mit Shon Jin-hwan gegen Eddy Hartono und Rudy Gunawan aus Indonesien mit 9:15 und 8:15. Eine weitere Teilnahme bei Olympia hatte Lee Sang-bok 1988, wo Badminton als Vorführungssportart im Programm war. Dort gewann er Silber im Herrendoppel mit Lee Kwang-jin.
Internationale Titel gewann Lee Sang-bok bei den US Open, den Japan Open und den Malaysia Open. Bei den All England 1989 siegte Lee Kwang-jin im Herrendoppel mit Park Joo-bong. Ein Jahr später triumphierte er in Ungarn im Doppel und Mixed. 1991 gelang ihm dieses Kunststück bei den Hong Kong Open.